# Georg Tannstetter
Georg Tannstetter (tudi latinizirano Georgius Collimitius), nemški humanist, zdravnik, matematik, astronom in kartograf, * sredina aprila 1482, Rain na Lechu, Bavarska, Nemčija, † 26. marec 1535, Innsbruck, Avstrija.
Tannstetter je poučeval na Univerzi na Dunaju in bil osebni zdravnik cesarjev Maksimilijana I. in Ferdinanda I. Pisal je tudi pod psevdonimom »Lycoripensis«. Njegovo latinsko Collimitius ime je izpeljano iz limes, s pomenom »meja«, in se nanaša na njegov rojstni kraj Rain, ki ima v nemščini enak pomen, meja.

## Življenje in delo
Študiral je na Univerzi v Ingolstadtu. Leta 1503 se je odzval pozivu Konrada Celtisa za profesorsko mesto na Univerzi na Dunaju. Tu je začel poučevati matematiko. Kmalu je postal vodilna osebnost med dunajskimi humanisti. Leta 1510 je postal osebni zdravnik cesarja Maksimilijana I., ki ga je šest let kasneje povzdignil v plemiča z vzdevkom »von Thanau«.
Skupaj z učencem Joachimom Vadianom je leta 1518 potoval v Budim. Po svojih zgodnejših delih je okoli leta 1527 uredil zemljevid Madžarske iz rokopisa madžarskega duhovnika Lazarja Secretarija. Zemljevid je objavil Johannes Cuspinianus, natisnil pa leta 1528 Peter Apian v Ingolstadtu. Izvirno kopijo hranil Madžarska narodna knjižnica. Zemljevid je bil zelo podroben in z relativno točnimi razdaljami med naselji. Vseboval je približno 1300 naselij. Bil je eden najzgodnejših krajevnih zemljevidov in je vseboval merilo. Rokopis je bil zelo predelan, tako da je težko prepoznati geografijo Madžarske. S svojim delom Viri Mathematici, ki vsebuje življenjepise matematikov z Univerze na Dunaju od 15. stoletja, velja Tannstetter tudi za pionirja zgodovine znanosti.
Leta 1530 se je preselil na dvor Ferdinanda I. v Innsbruck, kjer je pet let kasneje umrl.

## Dela
- Librum consolatorium contra opiniones de diluvio et aliis horrendis periculis anni 1523, traktat uperjen proti histeriji vesoljnega potopa tistega leta (Dunaj 1523),
- Viri Mathematici
- Tabula Hungarie ad quatuor latera, Lazarjev zemljevid Madžarske (Ingolstadt 1528),
- Artificium De Applicatione Astrologiae ad Medicinam..., (1531).

1. ↑  data.bnf.fr: platforma za odprte podatke — 2011.
2. ↑  Nacionalna zbirka normativnih podatkov Češke republike
3. ↑  LIBRIS — Kraljevska knjižnica Švedske, 2013.